# TT386
Le tombeau thébain TT 386 est situé à El-Assasif, dans la nécropole thébaine, sur la rive ouest du Nil, en face de Louxor.
C'est le lieu de sépulture d'Intef, chancelier du roi de Basse-Égypte, gardien des soldats, qui a vécu pendant le Moyen Empire. 